# Jan Devadder
Jan Devadder (Brugge, 8 februari 1922 - Zelzate, 27 oktober 2002) was een Belgisch broeder xaveriaan onder de kloosternaam Tillo en voornaamste historicus over de geschiedenis van zijn congregatie.

## Levensloop
Jan Devadder trad in 1938 in bij de Congregatie van Broeders Xaverianen, sprak zijn tijdelijke geloften uit in 1940 en zijn eeuwige geloften op 28 oktober 1945. Hij werd actief als leraar.
Van 1965 tot 1983 was hij in Rome werkzaam op de generale zetel van de congregatie:
- 1965-1968 als lid van de algemene raad van de congregatie,
- 1971-1977 als secretaris van de algemene raad,
- 1977-1983 als vicaris-generaal van de congregatie.

Terug in België werd hij belast met het schrijven van de geschiedenis van de broeders xaverianen, wat uitmondde in zijn in 1986 en 1987 in het Engels verschenen standaardwerk over de oprichting en de ontwikkeling van de congregatie, dit wil zeggen vanaf de stichting tot aan het overlijden van de stichter Theodoor Jacobus Rijken.
Hij bracht zijn laatste levensjaren door in het rustoord Sint-Jan van de Broeders van Liefde in Zelzate.

## Publicaties
- Zonderlinge schoolstrijd te Hamont (1854-1857), in: Het Oude Land van Loon, 1963.
- The idea of a Pontifical Congregation , an historical survey, in: The Ryken Quarterly, Baltimore, 1964.
- T. J. Rijken, stichter van de Broeders Xaverianen, 1977.
- 75 jaar Broeders Xaverianen. Sint-Leoschool in Zedelgem, (samen met Patrick Arnou), 1980.
- Aux origines des Frères Xavériens, 1981.
- The Xaverian story in Zaïre, 1981.
- Zoeaaf op het thuisfront, in: Pro Petri Sede, Brugge, 1981.
- Van mens tot mens. J.-Fr Vander Plancke en T. J. Rijken, in: Pro Petri Sede, Brugge, 1982.
- De gebroeders de Vries uit Waalwijk, in: Met Gansen Trou, Nieuwkuijk, 1982.
- Leo-Fidelis van den Poel (1790-1837), de dokterszoon uit Wakken, in: Handelingen van het Genootschap voor Geschiedenis te Brugge, 1983.
- De ‘Cistjes’-Xaverianen en de Broeders Xaverianen, in: Biekorf, 1984.
- Rooted in History. The Life and Times of T. J. Rijken, Founder of the Xaverian Brothers
  - The Vision, Brugge, 1986.
  - The Test, Brugge, 1987.
- Nog iets over de Mariacongregaties te Brugge, in: Biekorf, 1988.
- (red.) 150 jaar Broeders Xaverianen te Brugge, Brugge, 1990.